# Betousa
Betousa és un gènere monotípic d'arnes de la família Crambidae descrit per Francis Walker el 1865. La seva única espècie, Betousa dilecta, va ser descrita pel mateix autor en el mateix any. Es troba a les illes Moluques, Woodlark Island, Aignan d'Orleans, Ternate i illa Fergusson.